# Penekini
Le penekini est un sous-vêtement masculin qui ne couvre que le pénis et les testicules et laisse un côté du bassin découvert.

## Histoire
Ce mono-maillot a été inventé au début des années 2010 par le Colombien Alfredo Barraza. 
Peu de temps après, le saco-tanga apparaît, une pièce qui ne couvre que les parties génitales masculines. 